# Johann Kaspar Zeuß
Johann Kaspar Zeuß (Vogtendorf, 1806. július 22. – Vogtendorf, 1856. november 10.) német történész, a kelta filológia megalapítója. Neki tulajdonítják annak bizonyítását, hogy a kelta nyelvek az indoeurópai nyelvcsoportba tartoznak.

## Életpályája
Johann Kaspar Zeuß a felső-frankországi Vogtendorfban született, és a bambergi gimnáziumban tanult. Szülei azt szerették volna, hogy papnak menjen, de ő a tudományos pályát választotta, különösen a történeti és nyelvészeti tanulmányok felé fordult. A Müncheni Egyetemre iratkozott be, majd a diploma megszerzése után az ottani gimnáziumban tanított. 1837-ben jelent meg Die Herkunft der Baiern von den Markomannen (A bajorok származása a markománoktól) című könyve, amelyért az erlangeni egyetem díszdoktorrá avatta. Ugyanebben az évben Speyerbe ment, hogy történelmet tanítson a líceumban, és ott maradt 1847-ig, amikor elfogadta a müncheni egyetem történelemprofesszori állását. Erről gyenge egészségi állapota miatt lemondott, és a bambergi líceumba helyezték át. Ott jelent meg 1853-ban monumentális Grammatica Celtica című műve, amely meghozta számára a hírnevet. Két évvel később szabadságot vett ki, hogy felépüljön az egészsége, de a következő évben Vogtendorfban meghalt.

## Hatása
Zeuß nagy műveltségű tudós volt, aki a filológiai ismereteket a történelemmel és a néprajzzal ötvözte. Germán tanulmányai megtanították arra, hogy szükség van a kelta nyelvek ismeretére, és nekilátott ennek az elhanyagolt területnek a kutatásához. Hogy hozzáférjen a forrásokhoz, a régi kéziratokhoz, különösen az óír nyelvűekhez, elutazott Karlsruhéba, Würzburgba, Gallenbe, Milánóba, Londonba és Oxfordba, és mindenütt kivonatokat vagy másolatokat készített. Mind az ősi, mind a modern nyelvjárások felkeltették a figyelmét. Grammatica Celtica című műve kétséget kizáróan bebizonyította, hogy a kelta nyelvek az indoeurópai nyelvcsalád egyik csoportját alkotják, ami a kelta filológiát szilárd tudományos alapokra helyezte. A szerző halála után a művet Hermann Ebel átdolgozta és újra kiadta (Berlin, 1871). 
Zeuß további művei: Traditiones possessionesque Wirzenburgenses (1842) és Die Freie Reichstadt Speyer vor ihrer Zerstörung (Speyer szabad birodalmi városa Speyer pusztulása előtt).
De Barra (2018, 26. oldal) azt írja, hogy Zeuß "szigorú tudományos módszertant és a tudományos gravitáció érzetét hozta a brit és ír őshonos nyelvek tanulmányozásába....ami korábban hiányzott a területről....az ő nyomán a brit és európai egyetemek több forrást szenteltek a kelta nyelvek tanulmányozására".

## Hivatkozások

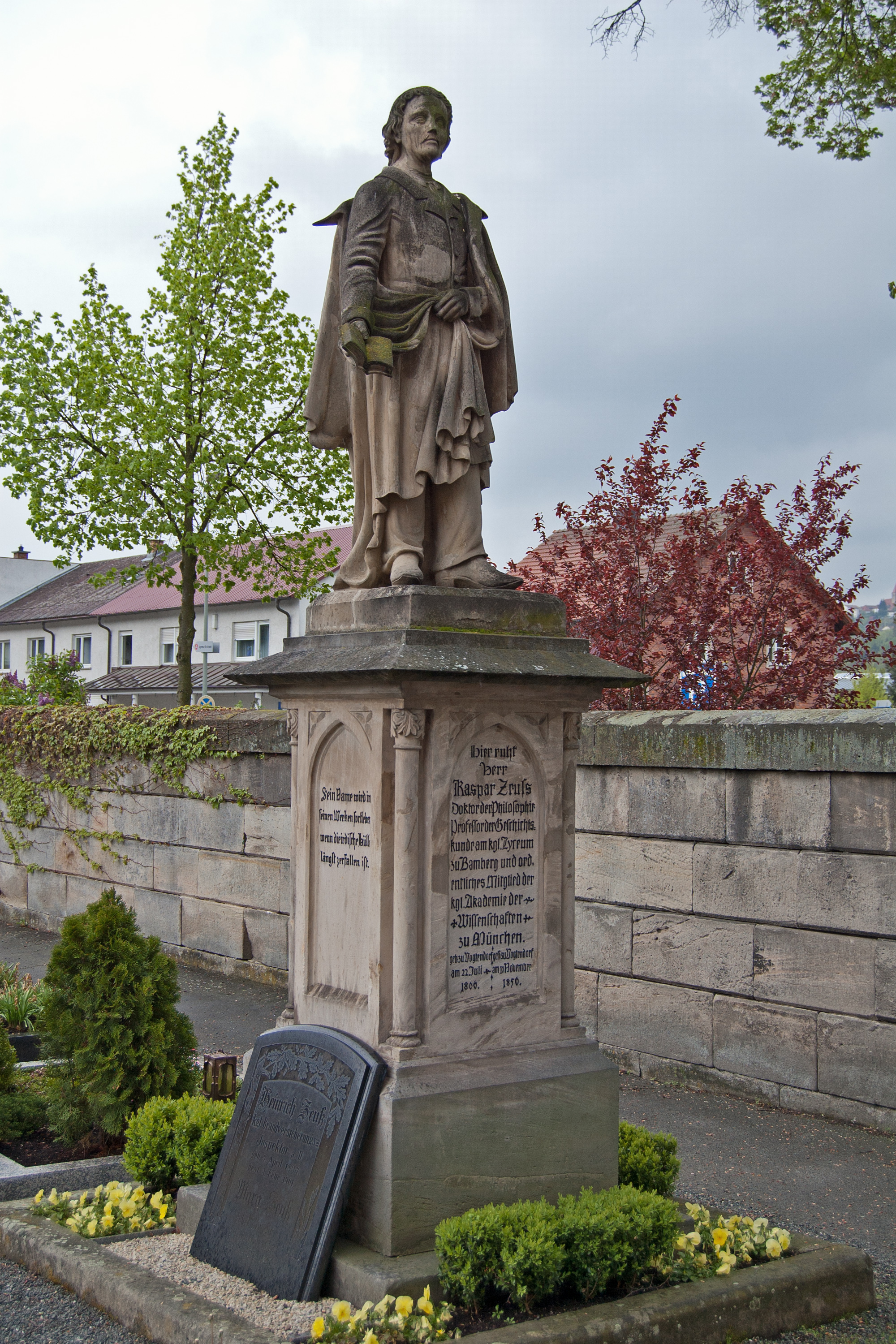
Johann Kaspar Zeuß szobra Grázban

## Fordítás
Ez a szócikk részben vagy egészben  a   Johann Kaspar Zeuss című angol Wikipédia-szócikk fordításán alapul.  Az eredeti cikk szerkesztőit annak laptörténete sorolja fel. Ez a jelzés csupán a megfogalmazás eredetét és a szerzői jogokat jelzi, nem szolgál a cikkben szereplő információk forrásmegjelöléseként.